# Macrí
|  | Aquest article tracta sobre l'emperador roma. Vegeu-ne altres significats a «Bebi Macrí». |

Marc Opel·li Macrí (llatí: Marcus Opellius Macrinus; c. 165 - 218), conegut simplement com a Macrí, va ser emperador romà durant catorze mesos entre el 217 i el 218. Era de la classe dels cavallers i el primer emperador nascut a la província africana de la Mauritània Cesariense.

## Vida i carrera política
Va néixer a Cesarea de Mauritània (Cherchell avui en dia), a la província romana de la Mauritània, en el si d'una família maura de cavallers. L'educació que va rebre li va permetre ascendir ràpidament a la classe política romana. Passats uns quants anys s'havia guanyat la reputació de bon advocat, i amb el regnat de l'emperador Septimi Sever es va convertir en un buròcrata important. El successor de Sever, Caracal·la, el va fer prefecte de la guàrdia pretoriana, el càrrec més alt que un cavaller podia assolir. El prefecte era el segon de l'emperador, i responsable dels pretorians, guardaespatlles de l'emperador i l'única força militar amb poder dins de la ciutat de Roma. Mentre que Macrí sembla que gaudia de la confiança de Caracal·la, això va canviar quan, segons la tradició, es va profetitzar que prendria el poder a l'emperador. S'escamparen rumors que deien que Macrí desitjava el tron, i aquest va començar a témer per la seva pròpia seguretat, ja que Caracal·la tenia la tendència d'assassinar els seus rivals polítics. Segons Dió, Caracal·la ja havia fet el gest preventiu de canviar els membres de la guàrdia pretoriana.
La primavera del 217, Caracal·la es trobava a les províncies orientals de l'imperi preparant una campanya contra els parts. Macrí i la resta de la guàrdia pretoriana eren amb ell. A l'abril, l'emperador va anar a visitar el temple de Luna prop de l'indret on havia tingut lloc la batalla de Carres, només acompanyat pels pretorians. No és clar com va succeir, però és segur que Caracal·la fou assassinat durant aquest viatge (potser el 8 d'abril). El seu seguici va tornar amb el cos de l'emperador i el d'un dels seus guardaespatlles. Segons Macrí, va ser aquest guardaespatlles mort qui va assassinar Caracal·la. L'11 d'abril, Macrí es va proclamar emperador, i fou el primer home a arribar a tenir aquest poder sense haver estat mai senador. Macrí també va anomenar el seu fill Diadumenià cèsar i el seu successor, i li va donar el nom Antoní per relacionar-lo amb els regnats estables dels emperadors d'aquesta dinastia al segle ii.

## Regnat (abril 217 - juny 218)
Malgrat el seu origen com a cavaller, Macrí va ser nomenat (o confirmat) emperador pel senat. Segons S.N. Miller, probablement va ser així gràcies a la seva habilitat com a jurista en el passat i el seu tractament de la classe senatorial. Tot i això, va veure necessari substituir certs governadors provincials per homes que ell mateix va triar. Al començament va deixar en pau Júlia Domna, però quan va començar a conspirar amb l'exèrcit va ser exiliada, i patint d'un càncer de pit en estat avançat (segons diu Cassi Dió), va decidir deixar de menjar fins a morir.
Pel que fa a la seva política exterior, Macrí sempre va intentar pactar, i era hostil a iniciar conflictes militars. Va evitar rebel·lions a la Dàcia retornar els ostatges que Caracal·la mantenia presoners, i va acabar amb les que havien començat a Armènia donant el tron d'aquest país a Tiridates, el pare del qual també havia estat empresonat sota el regnat de Caracal·la. El problema de Mesopotàmia, envaïda pels parts després de la caiguda de Caracal·la, només va poder ser negociat amb les armes, i el combat va resultar poc favorable per a Roma. Macrí va perdre la batalla prop de Nísibis, i com a resultar se'l va obligar a negociar amb els parts, que l'obligaren a pagar una immensa indemnització de dos-cents milions de sestercis a Artaban V de Pàrtia a canvi de mantenir una treva i reconèixer Tiridates II d'Armènia.
La seva popularitat entre els soldats va decréixer a conseqüència de la pèssima actuació que havia dut a terme, a més de la reducció de privilegis a l'exèrcit i renovació del sistema de pagament, segons el qual els nous reclutes rebien molt menys que els veterans. Al cap de poc, les legions ja estaven cercant un emperador rival.
A Roma també va esdevenir poc popular, no només perquè no havia visitat la ciutat després de prendre possessió del càrrec, sinó perquè a finals d'estiu una gran tempesta va provocar incendis i inundacions, i l'home que havia pres possessió del càrrec de prefecte urbà va ser incapaç de reparar els danys causats, i va haver de ser reemplaçat.

## Caiguda
El descontentament general anava unit a les conspiracions dels membres supervivents de la dinastia dels Severs, encapçalats per la tieta de Caracal·la, Júlia Mesa, i les seves filles Júlia Soèmies i Júlia Mamea. Des de la seva ciutat d'origen a Emesa (Síria), Júlia Mesa va conspirar per introduir un Severà al tron, i va utilitzar la influència de la seva família, que heretava el sacerdoci del déu sol, per proclamar el fill de Soemias, Elagàbal (que duia el nom de la deïtat que servia) el veritable successor de Caracal·la. Així doncs, van estendre el rumor que Elagàbal era fill il·legítim de l'anterior emperador, el fruit d'una unió entre cosins. La Legió III Gàl·lica el va proclamar emperador, i l'exèrcit, comandat pel tutor d'Elagàbal, Gannys, va derrotar Macrí en la Batalla d'Antioquia. El seu fill Diadumenià va ser capturat i executat.